# Aero (groep)

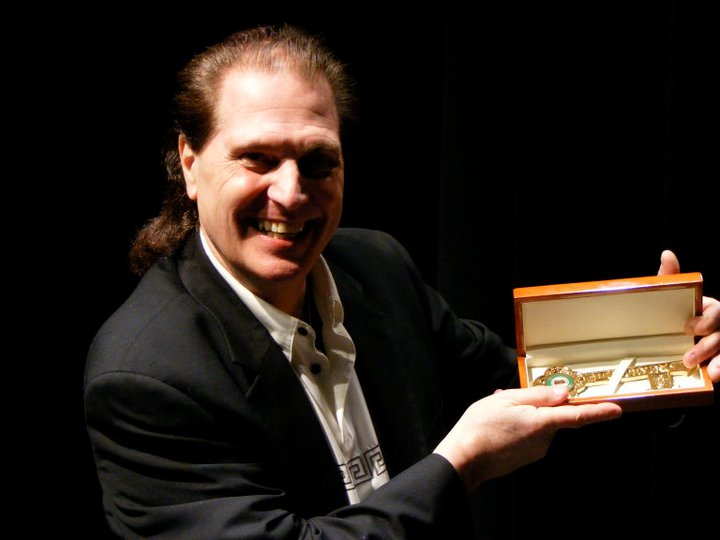
Adrian Baker in 2011

Aero is een pseudoniem van de Britse artiest Adrian Baker, falsettozanger, die in 1980 een hitje scoorde met California gold. Het jaar daarop keerde hij onder de naam Gidea Park in de Britse hitparades (nr. 11) terug met Beach Boys gold, dat in Nederland al onder die naam in 1978 de hitlijsten haalde.
Beide singles bevatten een medley van surfmuziek van onder andere de Beach Boys en Jan & Dean, in navolging van de hit Windsurfin' van The Surfers uit 1978. In de Verenigd Koninkrijk werd het opgemerkt als navolging van de Stars on 45-medley.
California gold werd in 1982 alsnog een hitje in het Verenigd Koninkrijk.

## Discografie

### Singles
| Single met eventuele hitnotering(en) in de Nederlandse Top 40 | Datum van verschijnen | Datum van binnenkomst | Hoogste positie | Aantal weken | Opmerkingen |
| ------------------------------------------------------------- | --------------------- | --------------------- | --------------- | ------------ | ----------- |
| Beach Boys gold                                               |                       | 28-10-1978            | 16              | 6            | Gidea Park  |
| California gold                                               |                       | 5-7-1980              | tip             |              | Aero        |